# Polymerus sculleni
Polymerus sculleni är en insektsart som beskrevs av Knight 1943. Polymerus sculleni ingår i släktet Polymerus och familjen ängsskinnbaggar. Inga underarter finns listade i Catalogue of Life.